# Elementos acústicos del sonido articulado
Al igual que a los fonemas se les atribuyen unos rasgos articulatorios, a los sonidos también se les atribuye una serie de rasgos acústicos como vocálico o no vocálico y consonántico o no consonántico. Por otro lado la producción del sonido surge por un movimiento vibratorio causado por un agente corporal que se encuentra en reposo. Este sonido se produce a través del aire a una velocidad de 340 metros por segundo, en forma de ondas.[cita requerida]
En el sistema fonador del hombre se puede originar el sonido de las siguientes maneras:
a) Por la entrada en vibración de las cuerdas vocales.
b) Por un impulso de aire a través de los órganos articulatorios.
c) Por una combinación de ambos.

## La onda sonora
Toda onda sonora permite movimiento y desplazamiento que reciben el nombre de ciclos, periodo o vibración. Estas ondas se dividen en:
Simple: cuando en su composición no interviene nada más que una onda, como las vibraciones del diapasón o del péndulo.
Compuesta: cuando interviene en su constitución más de una onda, como puede ser la de cualquier vocal.
Periódica o armónica: cuando cada vibración se repite con la misma duración y amplitud a lo largo del tiempo.
Aperiódica o inarmónica: cuando varían las duraciones y amplitudes de cada variación a lo largo del tiempo.

## La onda periódica simple
Para concebir correctamente estos componentes es importante recurrir a la onda periódica simple. Desde el punto 1 se desplazará al punto 2; al llegar a este límite máximo, tendera a volver a su primitivo estado pasando por la posición 3; pero como trae un empuje inicial, en este camino de regreso sobrepasará el punto 1 y alcanzará el 4 y el 5, donde encontramos otro límite a su alejamiento de la posición 1; de nuevo comenzará su camino de regreso hasta alcanzar el estado de reposo primitivo. Si no existiesen el roce del aire, la acción de la gravedad y toda otra serie de factores, el péndulo continuaría dando lugar al siguiente movimiento: 1-2-3-1-4-5-4-1.[cita requerida]
3.1. Como ya hemos mencionado antes se denomina ciclo, periodo o vibración doble, al camino descrito por el péndulo en una ida y vuelta completas. 
3.2. La amplitud de la distancia desde la posición de reposo hasta el punto máximo alejamiento alcanzado por el cuerpo.
3.3. La frecuencia de un sonido será el número de ciclos, periodos o vibraciones dobles por unidad de tiempo (el segundo). Así, decimos de un cuerpo que vibra a 1.000 (ciclos por segundo) o 1kHz (kilohertzio, múltiplo del hertzio).
3.4.  Ahora bien, este movimiento oscilatorio se puede representar por una curva que llamamos sinusoidal.

## La onda compuesta
En el lenguaje las ondas que se producen son siempre compuestas. Las cuerdas vocales producen en cada ciclo una onda compuesta, esto es, un tono fundamental acompañado de una rica serie de armónicos. Después, al pasar esta onda compuesta a la cavidad oral y atravesarla pierde los armónicos que no coinciden con las frecuencias de las cavidades bucales. La boca es un filtro que no deja pasar nada más que las frecuencias de los armónicos que coinciden con las de sus cavidades e resonancia.
La primera onda simple que surge recibe el nombre de fundamental, y aquellas que se superponen se llaman armónicos. Por lo que si la fundamental vibra a 100 ciclos por segundo la segunda onda tendrá una frecuencia de 200 ciclos por segundo; la tercera de 300 ciclos por segundo; la cuarta de 400 ciclos por segundo; etc.[cita requerida]

## Componentes acústicos del sonido
Los componentes acústicos del sonido articulado son los siguientes:
a) Tono: El tono, también llamado primer armónico, armónico fundamental o tono fundamental, surge debido al número de vibraciones completas de las cuerdas vocales por unidad de tiempo. Los cambios de frecuencia o de tono son los que reflejan en español las variaciones melódicas de la voz, la entonación.
b) Timbre: resulta de la conformación de los armónicos en un sonido y depende del volumen e abertura en las cavidades de resonancia.
c)  Intensidad: esta depende de la amplitud de vibración total, por tanto, de la suma de las amplitudes de todos los armónicos. A mayor energía articulatoria en la emisión de un sonido mayor será la amplitud y la intensidad.
d)  Duración: tiempo en la emisión de un sonido también llamado cantidad.

## Análisis espectográfico del sonido
Para el análisis de los sonidos articulados es importante la espectrografía acústica.
El timbre del sonido viene dado por la posición de frecuencia que guardan sus formantes, estas son una zona de resonancia en la que se pone de relieve un conjunto determinado de armónicos.
El primer formante (F1) guarda una estrecha relación con abertura del canal bucal, cuando la abertura es máxima, es decir, cuando la lengua está más separada del paladar la frecuencia del formante es la más elevada; sucede lo contrario si la lengua se acerca al paladar, en este caso la abertura vocálica decrece, y la frecuencia del formante también disminuye.
El segundo formante (F2) puede sufrir modificaciones en 2 casos: 
a) Por la posición de la lengua: cuanto más elevada este situada más alta será su frecuencia; por el contrario, cuanto más posterior sea su situación y también más elevada su frecuencia será menor.
b) Cuanto más redondeados y más abocinado entre los labios, más baja la frecuencia del segundo formante.
En resumen, cuanto más alargada sea la cavidad bucal más baja será la frecuencia del segundo formante. Por otro lado, los formantes más altos son producto del timbre individual de cada hablante (excepto el tercer formante).
El tono del sonido está regido por el sonido de vibraciones en una unidad de tiempo, es decir frecuencia.
En las vocales vemos esta armonicidad, sin embargo, en las consonantes que acompañan a las sílabas aisladas no se produce esta armonía dado que se observa un desorden en sus componentes por lo que este tipo de consonantes sordas sean inarmónicas.
La frecuencia de los sonidos se mide sobre el eje de ordenadas.
La cantidad o duración se observa en el eje abscisas, y se expresa en centésimas de segundo (c. s.).

## Clasificación de los sonidos
Los sonidos se dividen en:

### Vocales
Sonidos musicales que se producen por las vibraciones periódicas del aire laríngeo que pasa libremente por el canal bucal. Se clasifican articulatoria o acústicamente. El español posee 5 vocales (i, e, a, o, u).
Articulatoriamente se clasifican en: 
-         Según el lugar de articulación: anteriores o palatales (i), centrales (a), posteriores o velares (o).
-         Según el modo de articulación o elevación del dorso de lengua al paladar: cerradas (i-u), medias (e-o), abiertas (a).
-         Según la acción de los labios: redondeadas o estiradas.
-         Según la acción del velo del paladar: orales y nasales (en español todas las vocales son orales).
Acústicamente se clasifican en:
-         Por su frecuencia: agudas (i), graves (u), neutra (a).
-         Por el tipo de espectro: compactas y difusas.
-         Por la característica de su sonoridad: barra de sonoridad en el espectro.

### Consonantes
Sonidos que presentan una obstrucción total o parcial del paso del aire en uno o varios puntos del conducto vocal. Se clasifican según:
-         La acción de las cuerdas vocales.
-         La acción del velo del paladar: orales y nasales.
-         El modo de articulación: oclusivas, fricativas, africadas, nasales y líquidas (laterales y vibrantes).
-         El punto de articulación: bilabiales, labio dentales, interdentales, alveolares, palatales, velares, y glotales.
·        Oclusivas: bilabiales/ p-b/, dentales/t-d/, velares/k-g/.
·        Fricativas /f-s-j-h/ pero en el sistema fonético muchas más son fricativas, estas son realizadas por otro tipo de fonemas.

### Glides
Presentan un grado de abertura de la cavidad bucal, intermedio entre vocales y consonantes (j-w) son realizados por fonemas vocálicos /i-u/.

## La prosodia
La prosodia estudia los elementos no verbales y no segmentales de la expresión oral que son fundamentales para la función de la sintaxis, la función semántica de la emisión discursiva y la intención pragmática.